# Обурення (роман)
«Обурення» (англ. Indignation) — роман Філіпа Рота, який було випущено видавництвом Houghton Mifflin 16 вересня 2008.

## Сюжет
Сполучені Штати, 1951 рік. Йде другий рік Корейської війни. Розповідь ведеться від імені Маркуса Месснера, єврейського студента з Ньюарка, котрий змальовує свій другий курс у коледжі Уайнсбург в Огайо. Маркус переходить до Уайнсбургу з коледжу імені Роберта Тріта в Ньюарку, щоб уникати свого батька, кошерного м'ясника, який знаходиться в страху від небезпек дорослого життя, світа і невизначеністі, що очікують його сина.
У коледжі Уайнсбург, Маркус захоплюється однокурсницею Олівією Хаттон, яка пережила спробу самогубства. Сексуально недосвідчений Маркус стає збентеженим, після мінету Олівії під час їхнього першого і єдиного побачення. Мати Маркуса не схвалює те, що він зустрічається з дівчиною, яка намагалася вбити себе і спонукає його присягнути, що він закінчить їх відносини.
Маркус має протиборчі відносини з чоловічим деканом, Гоузом Каудвеллом. В офісі декана, Маркус заперечує проти вимоги відвідувати каплицю на підставі того, що він є атеїстом. Під час цієї зустрічі, він екстенсивно цитує есе Бертрана Расселла «Чому я не християнин». Пізніше, декан виявляє Маркуса винним в тому, що той запросив іншого студента для відвідування каплиці на своє місце; коли Маркус відмовляється від подвійного виконання служб у каплиці як покарання, декан виганяє його. Це дозволяє Армії США забрати Маркуса й відіслати на війну в Корею, де його вбивають в бою. Раніше у книзі, Маркус пояснює, що він мертвий і розповідає свою історію з потойбічного життя; згодом стає відомо, що він є непритомним від ран і введеного морфіну.

## Кіноадаптація
Продюсер Скотт Рудін придбав права на кіноадаптацію роману у квітні 2008, за п'ять місяців перед призначеної датою випуску книги. У 2015 році, без залучення Рудіна, почались зйомки фільму по книзі, з Джеймсом Шамусом як режисером, і Логаном Лерманом і Сарою Гадон в ролі Маркуса Месснера і Олівії Гаттон, відповідно. Прем'єра картини відбулася 24 січня 2016 на кінофестивалі «Санденс».